# Cinturón de herramientas de Batman
El Cinturón de herramientas de Batman o el Cinturón de utilidad de Batman (en algunas traducciones llamado Bat-cinturón o Baticinturon)  es una de las partes características del traje de Batman, el cinturón apareció por primera vez en Detective Comics #29. El cinturón contiene varias armas no mortales que lo ayudaran a vencer a sus adversarios. Se han presentado variaciones del cinturón en diversos cómics y generalmente son usados por Robin, Batgirl u otros familiares o compañeros de Bruce Wayne.

## Descripción
Es un cinturón dorado con un murciélago plateado en el centro, el cinturón contiene diversas armas no dañinas, cómo Batarangs, especies de bumeranes con forma de murciélago, o ganchos en pistola que ayudaran a Batman a ir brincando de edificio en edificio. Durante los acontecimientos de No Man's Land, Batman hizo uso de un cinturón obrero sencillo con grandes bolsillos, debido a la necesidad de llevar más armas. Después No Man's land, él diseñó el cambio al de una versión más abultada y una nueva banda, que se parecía a la correa de un minero, pero con alta tecnología, mejoras y muchas más medidas de seguridad. En la serie animada de Batman Beyond, el cinturón se incorpora en el traje del sucesor de Bruce Wayne Terry McGinnis, el cinturón tiene más características tales como un zumbido provocado por una pequeña navaja en el cinturón, y un botón en la hebilla para activar el sistema de camuflaje del traje.

## Historia
Hasta 1989, la mayoría de los artistas han hecho al cinturón muy sencillo, y ciertas veces solo se pone para completar el traje de Batman y en otras ocasiones solo se le ponen cilindros alrededor. En 1986, Frank Miller mejoró el cinturón, agregándole compartimentos donde Batman podría guardar sus armas, esta versión apareció por primera vez en The Dark Knight Returns. Esta interpretación fue utilizada otra vez en Batman: Year One y utilizado por casi todos los artistas en los últimos años.
Una característica adicional de la correa que se usó en las películas de Tim Burton, Batman y Batman Returns, era un cinturón con pequeñas bolsas que simulaban que Batman tenía armas.

## Elementos del cinturón
Los elementos que usa Batman en su cinturón son los siguientes:

### Batarang
Pequeños bumeranes de metal con forma de murciélago, su arma más utilizada todas en las ocasiones de ataque, las usa para evitar que el enemigo dispare un arma al lanzarle el batarang hacia su mano, provocar daños, cortar cuerdas para liberar rehenes, incapacitar y defensa.
Batman modificó algunos batarangs según la función que se necesite:
- Batarangs paralizantes: contienen pequeñas dosis de veneno paralizante.
- Batarangs explosivos: Explotan una vez que alcanzan su objetivo.
- Batarangs eléctricos: Brindan potentes descargas eléctricas a cualquier cosa con la que entren en contacto. Estos batarangs pueden incapacitar a los enemigos o sobrecargar dispositivos electrónicos.
- Batarangs a control remoto: Batman dirige completamente este batarang a través de un control remoto. Estos se utilizan cuando no es posible una línea recta de visión. Estos tienen cámaras en ellos para que Batman pueda ver a dónde se dirigen.
- Batarangs antifantasmas: Contienen metal NTH para combatir fantasmas, visto en la serie Batman: The Brave and the Bold .

### Equipo de comunicación
Estos son ampliamente usados para frustrar los planes del villano 
- Bat-comunicador: Similar a un walkie-talkie que permite comunicarse con sus compañeros o la policía.
- Bat-localizador: Dispositivo pequeño para rastrear a los enemigos que Batman no puede seguir de cerca. También funcionan como dispositivos de escucha en miniatura para las conversaciones desde lejos. A veces se dispara desde una pistola modificada.
- Bat-monitor: Una pequeña computadora que sirve para decodificar códigos de acceso, buscar información sobre algún criminal, buscar frecuencias de radio o rastrear enemigos con el bati-localizador.
- Bat-USB: Memoria usb modificada para extraer información de una computadora o terminal, únicamente sirve en la bat-computadora ya que la información está codificada al tiempo que se copia, es de gran capacidad.
- Bat-HDD: Disco duro externo que funciona igual que el bat-usb.

### Equipo de vigilancia
Se usan para observar las actividades del enemigo sin que se den cuenta y recojer pistas 
- Bati-cámara: Cámara en miniatura para la toma de evidencia.
- Binoculares: Para vigilancia a gran distancia los escondites de los delincuentes y supervillanos.
- Lanzador de líneas o Lanzacabos: Un dispositivo que dispara una línea de acero en ambas direcciones haciendo una línea de tirolesa o una cuerda floja para caminar o deslizarse entre edificios o habitaciones.
- Lentes de visión nocturna: Lentes de visión nocturna utilizados por Batman durante la noche o en lugares muy oscuros.
- Lentes de visión infrarroja : Para trabajos de investigación.
- Set de forense: Sirve para recoger y almacenar muestras de sustancias sospechosas, tejidos u otros objetos extraños de la escena del crimen, para después analizarlas en la baticueva, contiene tubos de ensayo, bolsas de evidencia, linterna de luz negra, pinzas, Kit de análisis de huellas dactilares.

### Equipo de ataque
Todas se utilizan para combatir y atrapar al maleante de forma rápida
- Baliza de murciélago ultrasónica:  Este dispositivo emite ondas sonoras que atraen a miles de murciélagos a la ubicación de Batman. Los murciélagos se arremolinan a su alrededor, creando una desviación, así como a veces atacan a los asaltantes y refuerzan la idea de que Batman es una entidad sobrenatural. Por lo general, se mantiene en el talón de una bota en lugar de en el cinturón utilitario. Visto en Batman: Año uno y Batman comienza.
- Bati-aerosol: contiene agentes lacrimatorios, anestésicos u otro para incapacitar al oponente.
- Bati-Boleadoras: Cuerda con bolas en los extremos que es lanzado alrededor de los pies de los enemigos de Batman para atraparlos rápidamente
- Batí-lazo: Un lazo parecido al de la Mujer Maravilla, solo que este tiene cables que electrocutan a los criminales.
- Bati-Dardos: Dardos con tranquilizantes que se disparan en una pistola modificada con anestesia de acción rápida, agentes paralíticos u otros químicos incapacitantes.
- Bati-garra: El dispositivo más usado de Batman. Una pistola que dispara un cable rematado con un gancho de acero, que permite a Batman ascender, descender, detener una caída y girar sobre edificios o lugares muy altos de Gotham sin la necesidad de transporte ruidoso. La mayoría de las veces lo usa para enganchar a los criminales y posteriormente derribarlos de donde estén.
- Bati-puños: Nudillos de acero que usa Batman para vencer más fácil a sus adversarios.
- Bati-sonic: este pequeño dispositivo, cuando se activa, libera ondas sónicas de alta energía que pueden destrozar el vidrio e incapacitar por completo a los enemigos, haciéndolos retorcerse en agonía. Tiene un alcance de unos pocos cientos de pies. Los sistemas de amortiguación de sonido incorporados en la cubierta no afectan a Batman. Visto en Batman: La serie animada y Injustice: Dioses entre nosotros. Este dispositivo rara vez se mantiene en el cinturón utilitario. Más bien, se guarda en uno de los guantes.

### Equipo de defensa
Batman las usa para detener al enemigo según la situación en la que este
- Bati-taser: Utilizado por Batman para aturdir a sus enemigos con una descarga eléctrica, donde los paraliza temporalmente.
- Cápsulas de humo: Se pueden desplegar grandes cantidades de humo lanzando o rompiendo estas pequeñas cápsulas de esferoides de gelatina endurecida. A menudo se utiliza para proporcionar rápidamente cobertura para las salidas y entradas sigilosas de Batman, también para atrapar al enemigo al dejarlo sin campo de visión. Las lentes en la cubierta de Batman pueden ver perfectamente a través del humo
- Cápsulas de gas: igual que las bombas de humo, se usan para incapacitar a los oponentes. Los agentes lacrimatorios, anestésicos, paralizantes temporales y los agentes regurgitantes se despliegan rompiendo las cápsulas. Un filtro de gas en la pieza de la nariz de la capucha permite que Batman esté alrededor del gas ileso.
- Cápsulas de congelamiento rápido: Basadas en la tecnología creada por el Sr. Freeze , estas cápsulas encierran cualquier cosa en su radio de explosión en un bloque de hielo. Son útiles para congelar a los enemigos para incapacitarlos, así como para congelar el agua para crear plataformas de hielo sobre las que caminar.
- Cápsulas de pegamento: Cápsulas de pegamento adhesivo concentrado. Se utilizan para encerrar a los enemigos en una sustancia pegajosa, Los glóbulos pueden ser lanzados o disparados con un arma pequeña.
- Cápsulas endurecedoras: Cápsulas llenas de una sustancia que se endurece rápidamente, se usa para inmovilizar enemigos con superpoderes sin matarlos, funcionan igual que las cápsulas de congelación.
- Cápsulas deshidratadoras: Cápsulas diseñadas únicamente para combatir a clayface, donde absorben toda el humedad para incapacitarlo.
- Disruptor PEM: Dispositivo capaz de generar un campo PEM controlado, usado comúnmente para desactivar armas.
- Granada aturdidora: Emite una luz brillante y un sonido fuerte a los enemigos dejándolos completamente ciegos y sordos. Sin embargo, el efecto desaparece en unos minutos. Batman no se ve afectado por estos debido a los lentes de su capucha y los sistemas de amortización de sonido.
- Kryptonita: Anillo con fragmentos de Kryptonita verde que usó durante su enfrentamiento con Superman. Batman tiene un trozo guardado en caso de enfrentarse a los kryptonianos.

### Equipo pitozo
Tienen usos para cada situación que se necesite
- Ácido corrosivo: guardado para derretir barrotes o cerraduras difíciles de abrir para escape, está contenido herméticamente en vidrio para evitar dañar el bati-cinturón u otras herramientas.
- Bati-Ganzúa: Este dispositivo se utiliza para escapar de las esposas de policía y acceder a las habitaciones cerradas. Rara vez se mantiene en el cinturón utilitario, a menudo se encuentra en uno de los guantes de Batman.
- Bati-esposas: Esposas especiales para arrestar al delincuente, donde solo Batman tiene la llave.
- Bati-láser: Un láser potente minimizado utilizado como herramienta de corte.
- Bati-linterna: Linterna con un murciélago en el centro que utiliza Batman cuando necesita ver en lugares de mucha oscuridad.
- Gel explosivo: Una sustancia similar a un gel que se puede detonar de forma remota para una explosión. Está contenido en un dispositivo de rociado que también actúa como un detonador remoto magnético al activar el botón oculto.
- Granadas de pellets: Estos pequeños explosivos se usan a menudo para derribar paredes.
- Granadas de termita: Un incendiario usado para quemar a través de obstáculos como paredes metálicas o reforzadas. Los incendios producidos por estas granadas son alimentados por termita  y por lo tanto son imposibles de extinguir, quema a más de tres veces la temperatura del magma fundido. En Batman: Año uno , la carga de la termita se enciende accidentalmente y destruye el cinturón.
- Máscara de gas: La usa temporalmente para cubrir boca y nariz de gas tóxicos,químicos, etc.
- Medidor de radiación: Lo usa para saber qué radiación se encuentra el sitio de investigación.
- Mini tanque de buceo: Este dispositivo cilíndrico permite a Batman respirar bajo el agua o en ambientes con poco oxígeno. Es muy pequeño y compacto, por lo que cabe fácilmente en el batí-cinturón. Puede dar 2,5 horas de oxígeno.
- Napalm: Este gel incendiario se guarda en paquetes delicados. Una vez lanzados o rotos, los paquetes liberan el gel de napalm, que se adhiere a lo que entra en contacto y se enciende instantáneamente. Visto en la película Batman Returns
- Nitrato de plata: Para combatir hombres-lobo
- Neutralizador de ácidos: sustancia alcalina que anula los efectos de toda clase de ácidos, viene en una cápsula para liberar el polvo o líquido alcalino.

### Equipo de primeros auxilios
Su uso es para realizar una cirugía o que haya sido gravemente herido, curarse de varias toxinas u otros compuestos que el contrincante haya utilizado
- Alcohol isopropilico: Desinfectar heridas.
- Antídotos: Vienen en cápsulas blandas o en aerosol para combatir los efectos del gas de la risa del guasón, del miedo por el espantapájaros u otros agentes químicos y biológicos.
- Pinzas: Extraer objetos incrustados en el cuerpo.
- Tijeras quirúrgicas: Para acceder a las heridas.
- Vendas y gasas: para cubrir heridas